# P.C. Boutens
Pieter Cornelis Boutens (Middelburg, 20 februari 1870 – Den Haag, 14 maart 1943), auteursnaam P.C. Boutens, was een Nederlandse dichter en classicus.

## Biografie

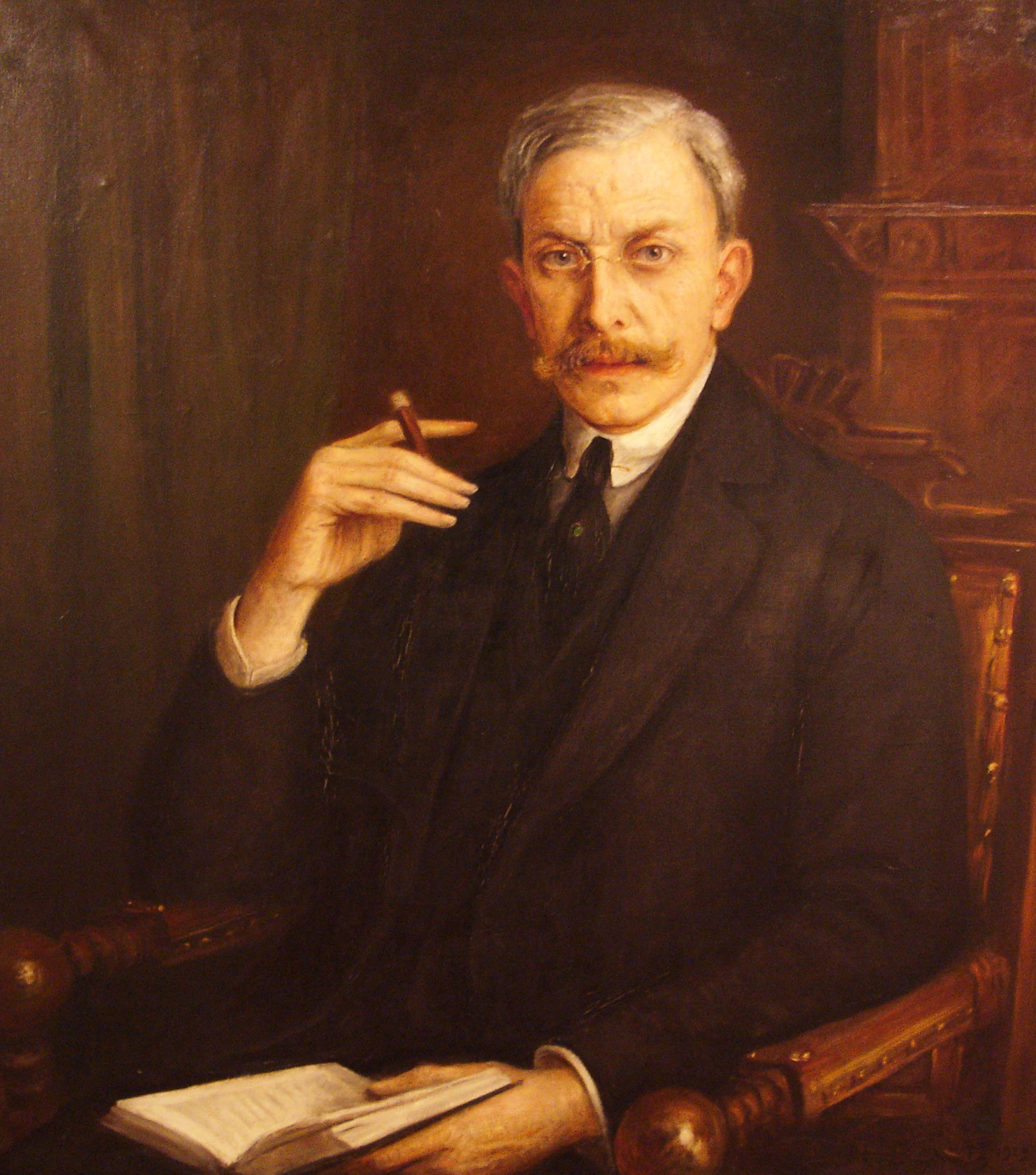
Portret van Boutens door Max von Seydewitz (1923)
(Collectie Zeeuwse Bibliotheek)

Boutens groeide op in een Zeeuws, streng-protestants middenstandsmilieu. Na het doorlopen van het Stedelijk Gymnasium Middelburg, waar zijn talent voor Latijn en Grieks bleek en hij Plato's Symposion vertaalde, ving hij de studie klassieke talen aan in 1890, aan de Universiteit Utrecht. In 1899 promoveerde Boutens op een onderzoek naar de Griekse komedieschrijver Aristophanes.
Als dichter debuteerde Boutens in 1891 in de Utrechtse Studenten Almanak. Zijn eerste werk was geïnspireerd door de Verzen van Herman Gorter. Naast de invloeden van de Tachtigers gebruikte Boutens ook Plato, Sappho en de Bijbel als inspiratiebron. Zijn stijl is gebaseerd op het idee van het bereiken van een "hogere werkelijkheid", in Boutens' visie één die "Gods geheim" zou benaderen. Tevens klinkt in de poëzie van Boutens een hang naar Plato en de liefde voor Eros door. Duidelijke homo-erotiek klinkt door in de Strofen van Andries de Hoghe (1919; vermeerderde editie 1932), die echter gepresenteerd werden alsof ze door een jonggestorven dichter geschreven waren en alleen maar door Boutens waren uitgegeven. Pas in 1983 bewees Wouter Blok dat Boutens wel degelijk de auteur van deze gedichten was, mede op grond van de "Boutensdocumentatie" van C.C.V. van Lier-Schmidt Ernsthausen (1894-1978). Openlijk homoseksueel was Boutens niet. Hij woonde wel samen met zijn vriend Cornelis van Duyvenbode, maar deze ging door voor zijn huisknecht. Toch besliste het kabinet-Ruijs de Beerenbrouck III in 1930 hem geen koninklijke onderscheiding te verlenen wegens geruchten over Boutens' homoseksualiteit.
In 1894 aanvaardde hij de betrekking van leraar klassieke talen aan de jongenskostschool 'Noorthey' te Voorschoten. Dit was een in die tijd vermaard instituut, dat jongelui uit aristocratische families trok, met wie Boutens het goed kon vinden. Na een fysieke ineenstorting in 1904 en een daarop volgende vakantie in Tirol vestigde hij zich in Den Haag, waar hij in zijn levensonderhoud voorzag door privélessen en door de financiële steun van enkele via Noorthey verworven aristocratische vrienden. Onder zijn financiële-steunverleners was zijn oud-leerling op Noorthey Anton Johan Adriaan baron van Herzeele (1882-1960). Hij stelde zijn woning aan de Haagse Laan Copes van Cattenburch ter beschikking aan de dichter. Voor dit 'vriendenfonds' zette later ook de fabrikant en schrijver Arij Prins zich bijzonder in.
Boutens maakte zich in de literaire wereld verdienstelijk via de in 1905 opgerichte Vereniging van Letterkundigen. In 1918 werd hij voorzitter. Met zijn nuchtere ondernemingszin maakte hij het 'Ondersteuningsfonds voor behoeftige letterkundigen' tot een succes. Hetzelfde mag gezegd worden van zijn activiteit voor het in 1919 gestichte Willem Kloosfonds, dat eveneens was opgericht ter financiële ondersteuning aan letterkundigen.
Boutens dichtte Een nieuwe lente op Hollands erf ter gelegenheid van het huwelijk van prinses Juliana en prins Bernhard van Lippe-Biesterfeld op 7 januari 1937, met een tekening van André van der Vossen. De rijmprent, die aan alle schoolkinderen werd uitgereikt, leidde tot veel controverse vanwege met name het (niet afgedrukte) achtste couplet en kreeg een nasleep door de financiële vergoeding die Boutens vroeg voor de 'miljoenenoplage'.
De esthetische 'woordkunst' en zijn voorliefde voor neologismen (net als bij de Tachtigers) vormen in Boutens' werk herkenningspunten. De impressionistische beschrijvingskunst van die generatie was hem echter vreemd. Langzamerhand ontwikkelde hij zich in een geheel eigen richting, die sterk werd bepaald door zijn filosofische inzichten: de leer van Plato heeft aan zijn dichtkunst zin en inhoud gegeven.

### Tweede Wereldoorlog en overlijden

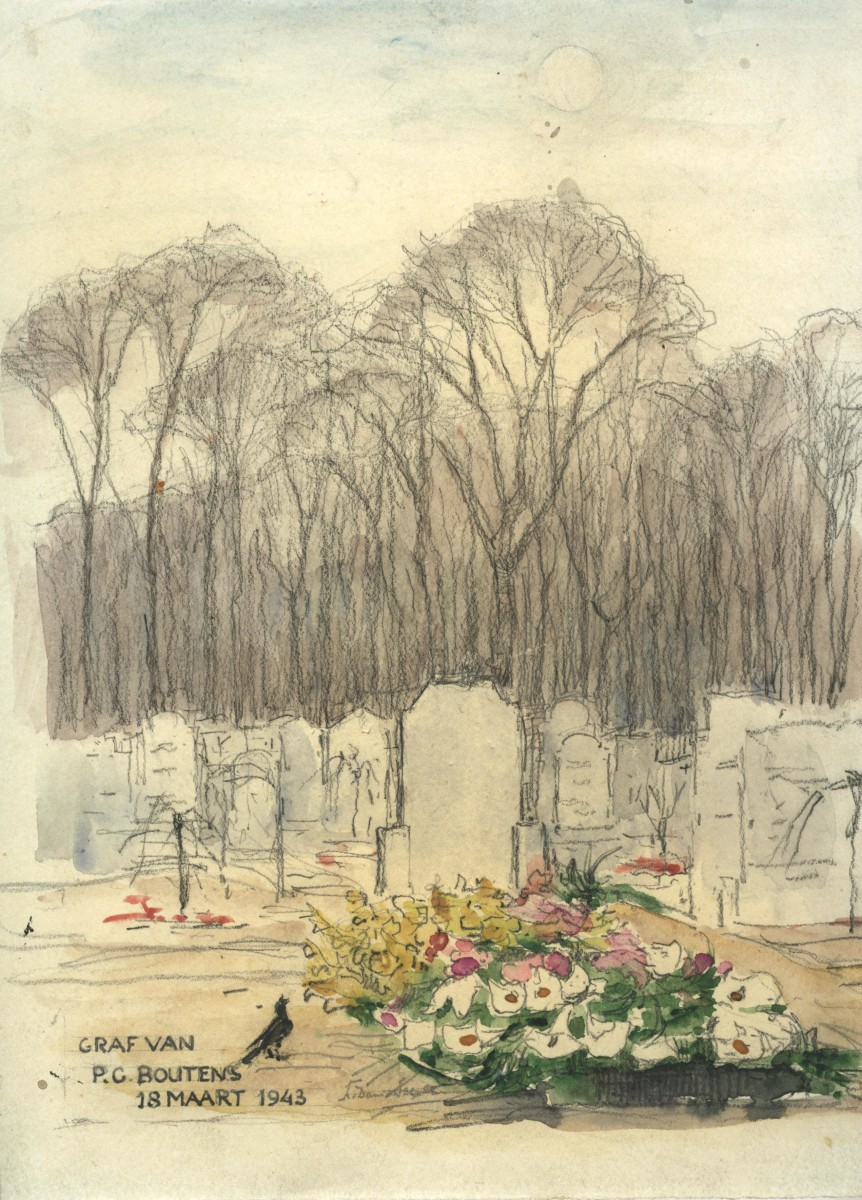
Tekening van het graf door Lucie van Dam van Isselt

De dichter wordt verweten dat hij in zijn laatste levensjaren lid werd van de door de Duitse bezetter gestichte Nederlandsche Kultuurkamer. Dit lidmaatschap was door Boutens, die altijd apolitiek wilde zijn, bedoeld om de gelden van het Willem Kloosfonds te redden. Niettemin is dit voor velen altijd een smet op Boutens' blazoen gebleven.
Boutens had een gezwel aan de dikke darm en overleed in het ziekenhuis. Door de oorlog kon Boutens niet in Zeeuwse grond begraven worden, hetgeen hij graag wilde. Hij werd op 18 maart 1943 begraven op Oud Eik en Duinen in Den Haag. Op zijn grafsteen werd vermeld: En alleen is leven leven als het tot den dood ontroert.

## Bibliografie

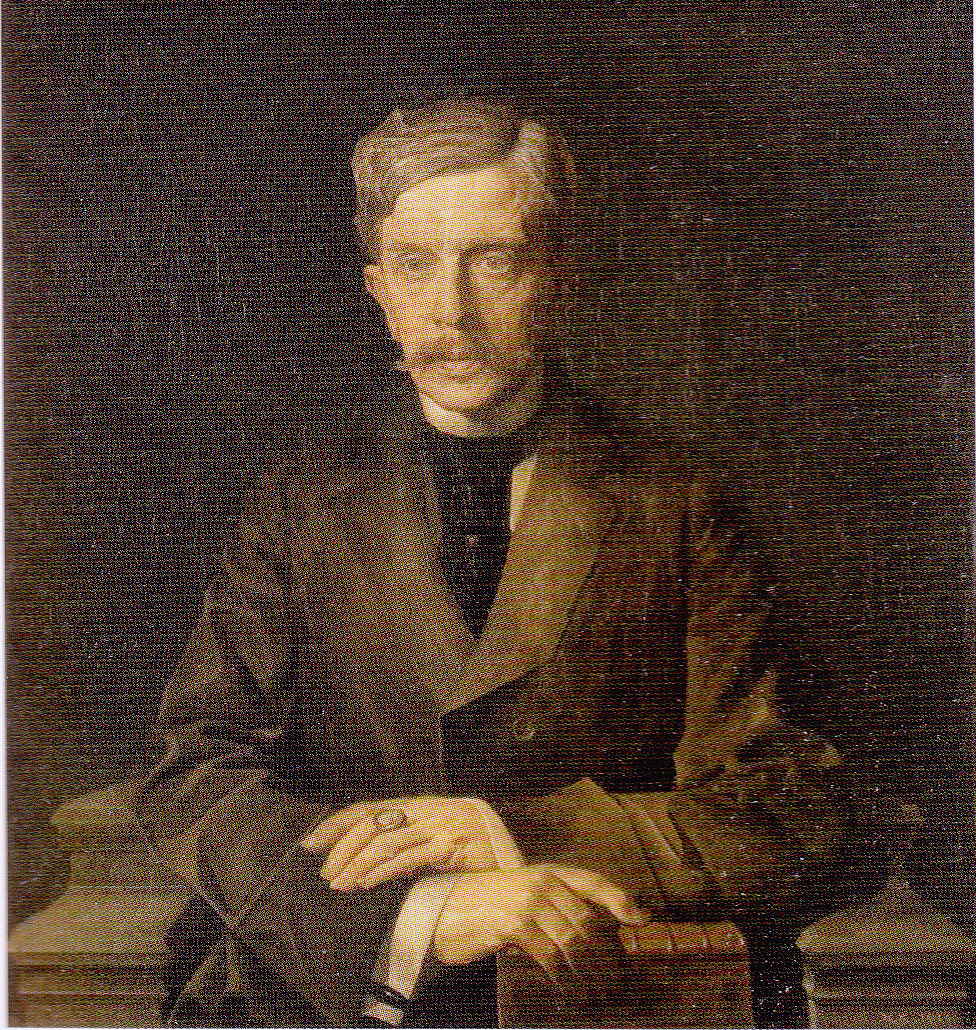
Portret van Boutens (1914) door Willem van Konijnenburg (Collectie Letterkundig Museum)

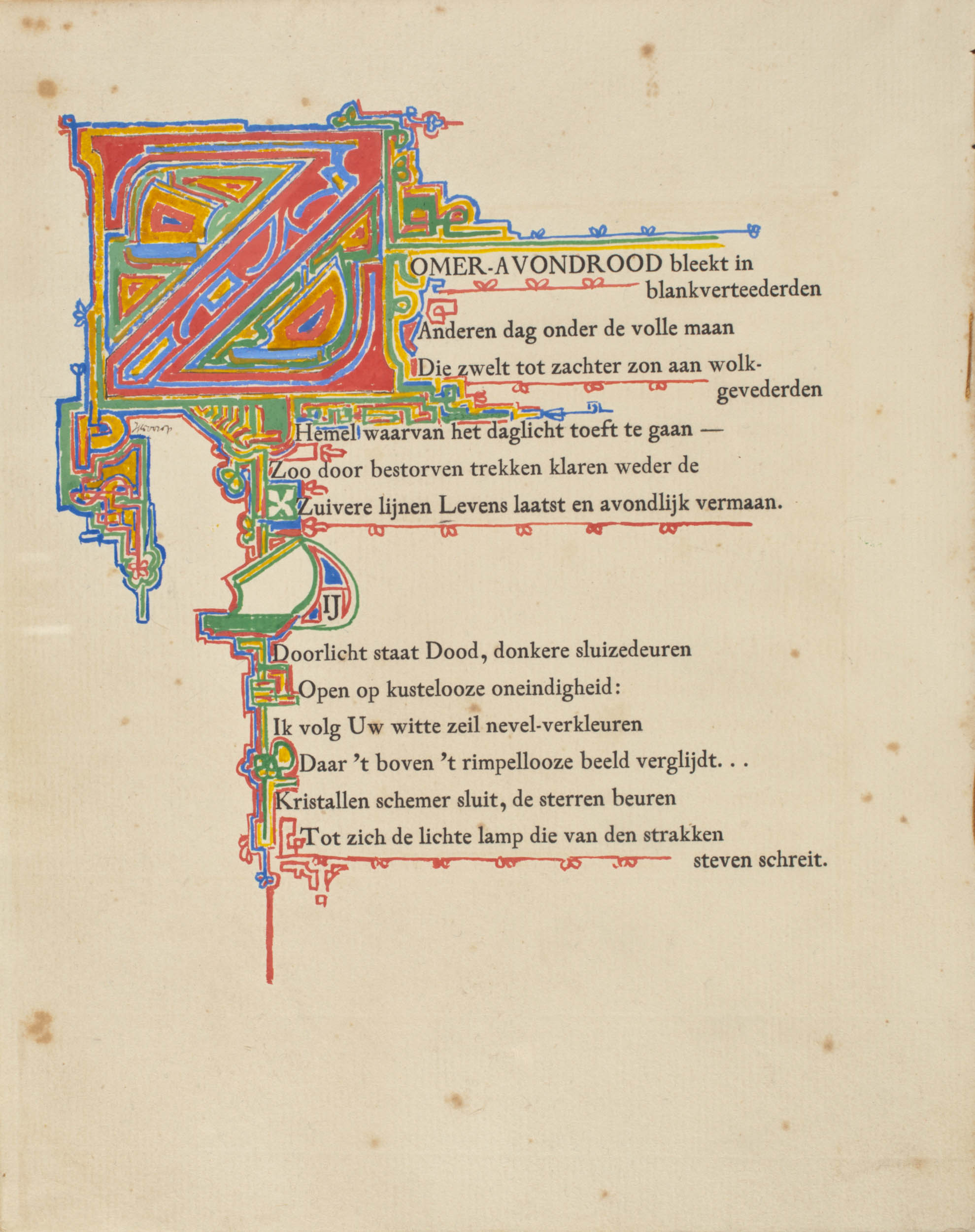
Versiering van de hand van Jan Toorop in het gedicht Naenia van P.C. Boutens uit 1903

## Over Boutens

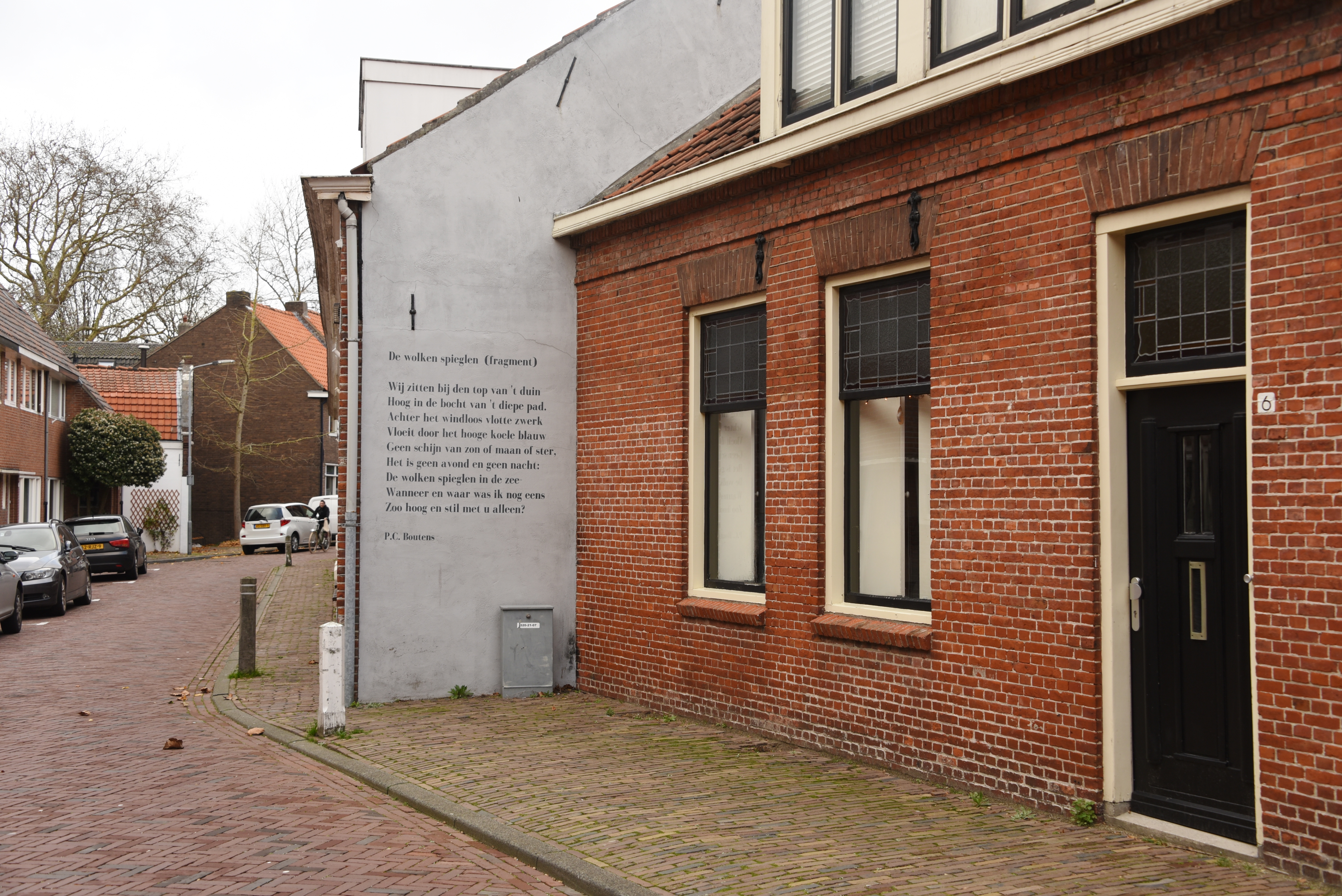
Gedicht van Boutens op een muur in Middelburg

Over Boutens is nog steeds niet veel biografisch verschenen. Belangrijke studies tot nu toe zijn:
- Karel de Clerck, Uit het leven van P. C. Boutens. 1964
- W. Blok, P. C. Boutens en de nalatenschap van Andries de Hoghe. 1983
- Ik heb iets bijna schoons aanschouwd. Over leven en werk van P.C. Boutens 1870-1943. Red.: Jan Nap, Ben Peperkamp, Murk Salverda (hoofdred.), Joost van der Vleuten. Schrijversprentenboek 34. 1993
- Marco Goud, Ziende verbeelding. Over zien en (on)zichtbaarheid in poëzie en poëtica van P. C. Boutens. 2003

Marco Goud bereidt een biografie van Boutens voor.

## Prijzen
- 1913 - Tollens-prijs voor zijn gehele oeuvre
- 1914 - Nieuwe Gids-prijs voor Carmina
- 1925 - Prijs voor Meesterschap voor Zomerwolken